# Miel Mundt
Emil Gustav (Miel) Mundt (Sukabumi, Nederlands-Indië, 30 mei 1880 – Rotterdam, 17 juli 1949) was een Nederlands voetballer bij HVV (Den Haag).
Mundt speelde tussen 1899 en 1916 in totaal 320 wedstrijden voor HVV waarmee hij zes keer Nederlands kampioen werd. In 1908 en 1909 speelde hij vier keer voor het Nederlands voetbalelftal waarbij hij aanvoerder was. Hij maakte eind jaren '20 tot begin jaren '30 deel uit van de keuzecommissie van de NVB voor het Nederlands elftal samen met Henk Herberts en Karel Lotsy.

## Olympische Spelen
Op de Olympische Zomerspelen van 1908 in Londen werd voor het eerst gevoetbald. In totaal deden er zes teams mee uit vijf landen: Groot-Brittannië, Denemarken, Zweden, Nederland en twee Franse elftallen. Omdat Bohemen en Hongarije zich vlak van tevoren hadden teruggetrokken begon Nederland in de halve finale. Van Engeland werd met 4-0 verloren, waarna tegen Zweden, alsnog een bronzen medaille in de wacht werd gesleept.
Tevens was Miel Mundt in 1901 en 1902 Nederlands kampioen tennis in het heren dubbelspel.